# 윈디 시티 (밴드)
윈디시티(Windy City)는 2005년 대한민국에서 결성된 5인조 밴드로, 윈디시티는 시카고 출신 소울 뮤지션인 커티스 메이휠드의 레이블 'Windy City'에서 따온 것이라고 한다.
대한민국 음악 시장에서는 희귀한 Funk Music을 선보여 관심을 모았던 아소토 유니온(Asoto Union)이 와해되고 아소토 유니온(Asoto Union)의 리더이자 드럼과 보컬의 김반장을 주축으로 만들어진 레게/소울밴드인 윈디시티는 2004년 여름에 결성, 그동안 두 장의 정규앨범(첫 번째 앨범 love record, 두 번째 앨범countryman’s vibration)과 또 다른 두 장의 미니앨범인 Psychedelicious City, Love Record 2 more lovers(일본 한정발매), 2012년 6월 '잔치레게', 7월 '모십니다'를 발표하면서 꾸준히 음악활동을 해오고 있는 밴드로써, 아프리카음악과 레게, 살사를 비롯한 뿌리가 있는 음악들에 대한 존경과 열정으로 매번 새로운 시도를 하는 유니크한 밴드이다.
2007년 현재 두 장의 정규앨범과 두 장의 미니앨범(한 장은 일본 한정발매)을 발표했으며, 데뷔 음반인 'Love Record'는 한국대중음악상에서 '최우수 R&B솔 앨범'을 수상하여 주목받았다.

## 구성원
- 김반장(본명 유철상) - 보컬, 드럼, 퍼커션
- 강택현(본명 강석헌) - 퍼커션
- 이준호 - 키보드
- 신한태 - 기타
- 타잔로카 - 디저리두
- 박현식- 키보드

## 발표 앨범
- 2005년 6월, 정규 앨범. 《Love Record: Love, Power And Unity》

1. Intro (Greeting)
2. Livin In Da WindyCity (GanJah Musik)
3. Love Supreme
4. Elnino Prodigo
5. Havanero
6. (Just Like A) Livin' It Up
7. Love Is Understanding - feat. 임정희
8. Lover's Rock (long steady ver.)
9. Lover's Theme
10. I Miss Ya So Lyrics10. I Miss Ya So
11. No No No (there's nothing)
12. Rockin' Rhythm
13. Rock Don't Stop (love,power&unity) - feat. Yasuo Ota(RDR)
14. Intro (Greeting) - feat.Tetsu Nishiuchi(RDR), Mixed by 서영철(Eitetsu Takamiya)

- 2006년 3월, EP. 《pSYCHEDELICIOUS cITY》

1. 1-2-3 RockSteady Funk
2. P. C. T. (Psychedelicious City Theme)
3. Nasty Love
4. Meditation on Earth (평택에 평화를, 대추리 솔부엉이 Dub)
5. Einino Prodigo - Brazilian 백곰 Mix (by 곰PD)
6. (Just Like a) Livin' It Up - Seoul Boogaloo Mix
7. I Miss Ya So - I Don't Miss Ya (So Much) Mix (by 깐돌이)
8. Greeting - Love Deluxe Dub Mix (by WindyCity, 김은석)

- 2007년 7월, 정규 앨범. 《Countryman's Vibration》

1. Countryman's Vibration
2. Countryman
3. Time For Love - feat. 이주한
4. Reggae Rule The World (Version) - feat. 이주한
5. Silky Silky Love Song
6. 우리시대 - feat. Tiger JK
7. All Time Rockers
8. You Are "Make Me Smile"
9. Love And Happiness - feat. 다이나믹 듀오
10. Carnival (I'll Tek Kyu Deh!) - feat. Escola Alegria
11. Rising Sun
12. Freedom Blues
13. All Time Rockers (Rockers Dub) - Mixed by Gorgonn

- 2012년 6월, 디지털 싱글 앨범. 《잔치레게》

1. 잔치레게 (original ver.)
2. 잔치레게 (radio edit ver.)
3. 잔치레게 (mr ver.)

- 2012년 7월, 디지털 싱글 앨범. 《모십니다》

1. 모십니다
2. 모십니다 (정릉 ver.)
3. 모십니다 (MR ver.)

- 2012년 8월, 미니 앨범. 《모십니다》

1. 모십니다
2. 잔치레게
3. 우주몽키
4. 모십니다 (Jeoungneoung Ver.)
5. 잔치레게 (Dub mix)
6. 우주몽키 (mr ver.)

2023년 12월, 디지털 싱글.  《시장에 가자》

## 참여곡
- 2005년 12월, V.A. 《Groovy Christmas》

1. Christmas Time (Let's Do This Love)
- 2006년 3월, V.A. 《제3회 한국대중음악상 Nominees 2006》

4. Love supreme
- 2006년 6월, V.A. 《아가미 - 새로 만든 민중의 노래》

4. 미칠 것 같은 이 세상

## 수상 내역
- 2006년 3회 한국대중음악상 - 최우수 알앤비 & 소울 부문의 싱글〈Love Supreme〉/앨범《Love Record: Love, Power And Unity》 상.